# 囊髮海百合
囊髮海百合（學名：Saccocoma），又名脊海百合、脊百合，是一屬已滅絕的海百合，其化石主要分布在歐洲和北美。本屬下至少有兩個物種。牠們是一群結構精巧的無柄海百合，長有很小的球形萼。有十條腕，每條腕各有一個分叉。肢的下部有許多翅狀延伸，至於上部則有狹長的側分叉。脊海百合在海洋中的各處均可生存，且能適應不同鹽度的水。牠們是德國索倫霍芬石灰岩中最常見的化石之一。